# EIOS
EIOS (Epidemic Intelligence from Open Sources) je celosvětová iniciativa sdružující nejrůznější organizace působící v oblasti veřejného zdraví. S využitím informací z veřejných zdrojů spojuje nové a stávající iniciativy, sítě a systémy k včasnému odhalení, ověření a posouzení rizik a hrozeb pro veřejné zdraví. 

## Historie
V září 2017 přijala Světová zdravotnická organizace (WHO) vedení EIOS v rámci Programu pro mimořádné události ve zdravotnictví (Health Emergencies Programme WHE). Koordinační skupina EIOS se skládá z dvanácti organizací, sítí a orgánů státní správy, které slouží dvouletá období.
Iniciativa EIOS těží ze zkušeností získaných v projektu včasného varování a hlášení (Early Alerting and Reporting - EAR) v rámci iniciativy Global Health Security Initiative (GHSI). Čerpá také ze zkušeností ze systému detekce nebezpečí a posuzování rizik (Hazard Detection and Risk Assessment System - HDRAS) a MEDISYS / Europe Media Monitor, které vznikly za spolupráce Joint Research Centre (JRC) Evropské komise.
Propojuje navzájem informace Mezinárodní společnosti pro infekční nemoci ProMed, globální mapovou službu HealthMap a kanadskou Global Public Health Intelligence Network (GPHIN). Podporuje také nové iniciativy a inovační projekty. V souvislosti se světovou pandemií covidu-19 spustila novou informační službu COVID-19 Situation Dashboard, kterou denně aktualizuje.

### Tým EIOS
- Philip AbdelMalik, tvůrce projektu[8]
- Julie Fontaine
- Johannes Schnitzler, technický koordinátor
- Yasmin Rabiyan
- Carolyn Briody
- Dusan Milovanovic

### Regionální koordinátoři
- Leila Bell (WPRO), Silviu Ciobanu (EURO), Lauren McDonald (EURO), Mahmoud Sadek (EMRO), Tika Sedai (SEARO), P K Amarnath Babu (SEARO), Krista Swanson (PAHO), Stefany Idelfonste (PAHO), George Williams (AFRO), Theresa Min-Hyung Lee (AFRO)

## Krize covid-19
EIOS zaznamenala první zprávu o výskytu pneumonie ve Wuhanu 31. prosince 2019. Do konce března analyzovala celkem 228,000 článků z tisku, které se tomuto tématu věnovaly. Společně s Joint Research Centre Evropské komise vytvořila COVID-19 News Map, kde denně zveřejňuje titulky deseti nejčerstvějších zpráv spolu s částí obsahu článku (v původním jazyce).